# Anaheim, California
Anaheim este un oraș din comitatul Orange, statul  California,  Statele Unite ale Americii.
Se află la o altitudine de 157 picioare deasupra nivelului mării. Are o suprafață de 131,895218 km² și 131,599943 km². Populația este de 345.556 locuitori, determinată în 2007.

## Personalități născute aici
- Austin Butler (n. 1991), actor.